# Texas State University

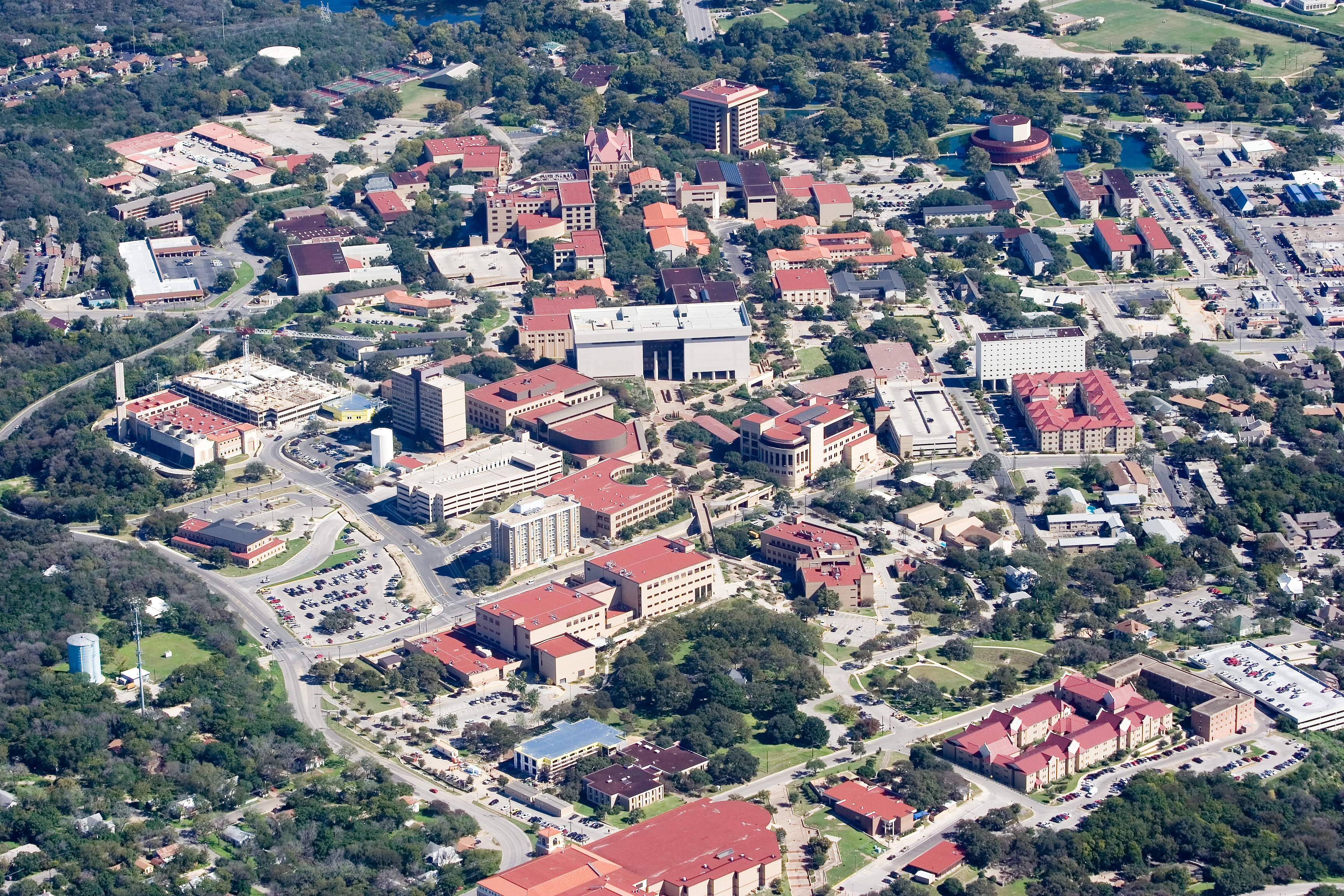
Der Campus im Jahr 2009

Die Texas State University (auch Texas State genannt) ist eine staatliche Universität in San Marcos im US-Bundesstaat Texas. Mit 27.503 Studenten ist sie der größte Campus des Texas State University System und die sechstgrößte Hochschule in Texas. Die Hochschule ist besonders für ihre Forschung und Lehre in den Bereichen Geographie und Musikpädagogik bekannt.

## Geschichte
Die Universität wurde 1899 mit 303 Studenten als Southwest Texas State Normal School gegründet. Nach mehreren Namensänderungen erhielt sie ihren heutigen Namen 2003.

## Fakultäten
- Angewandte Künste
- Geisteswissenschaften
- Gesundheitsberufe
- Pädagogik
- Naturwissenschaften
- Schöne Künste und Kommunikationswissenschaften
- Wirtschaftswissenschaften
- Graduate College
- University College

## Sport
Die Sportmannschaften der Universität werden die Bobcats genannt. Die Hochschule ist Mitglied in der Sun Belt Conference. Am 1. Juli 2026 werden die Bobcats der Pac-12 Conference beitreten.

## Persönlichkeiten
- Powers Boothe (1948–2017) – Schauspieler
- Lauren Lane (* 1961) –  Schauspielerin
- Shawn Michaels (* 1965) – Wrestler
- Lyndon B. Johnson (1908–1973) – ehemaliger US-Präsident
- George Strait (* 1952) – Countrysänger
- Darrick Vaughn (* 1978) – Footballspieler